# Самоне (Трентино-Южен Тирол)
Вижте пояснителната страница за други значения на Самоне.
Само̀не (на италиански: Samone, на местен диалект: Samòn, Самон) е село и община в Северна Италия, автономна провинция Тренто, автономен регион Трентино-Южен Тирол. Разположено е на 700 m надморска височина. Населението на общината е 543 души (към 2018 г.).